# La France défigurée
La France défigurée est un magazine télévisé d'information relatif à la protection de l'environnement en France, diffusé de 1971 à 1978 d'abord sur la Deuxième chaîne de l'ORTF, puis à partir de 1972 sur la Première chaîne de l'ORTF laquelle deviendra TF1 en 1975,. L'émission connaîtra une suite sous le titre La France défigurée vingt ans après sur France 2 en 1995,.

## Concept
Produite par le service de l'information de la Deuxième chaîne de l'ORTF, cette émission se présente comme un magazine d'information. Au départ, elle souhaite traiter des dangers qui menacent les paysages, la nature et le cadre de vie. Les notions d'écologie et d'environnement ne sont arrivées que progressivement.
Chaque numéro comprend en général deux sujets, introduits par l'un des deux journalistes producteurs depuis les studios de l'ORTF.
Le magazine est d'abord hebdomadaire, puis mensuel. À son lancement, il bénéficie de la couleur sur la deuxième chaîne, une qualité qu'il perdra en passant en 1972 sur la première chaîne encore en noir et blanc.
Les auteurs de l'émission se montrent souvent critiques vis-à-vis des aménagements qu'ils montrent dans leurs reportages. Toutefois, ils cherchent toujours à concilier environnement et modernité.

## Sujets
Plusieurs sujets majeurs reviennent au fil des émissions. En premier lieu, la pollution visuelle provoquée par la publicité, les châteaux d'eau ou les constructions jugées inélégantes. Les pollutions industrielles sont une autre thématique récurrente du programme. Enfin, les décharges publiques, privées et sauvages sont aussi fréquemment abordées dans l'émission. Les journalistes se rendent régulièrement sur des chantiers ou des aménagements qui suscitent la polémique.